# Монтале-Сера-Пјаца (Ла Специја)
Монтале-Сера-Пјаца је насеље у Италији у округу Ла Специја, региону Лигурија.
Према процени из 2011. у насељу је живело 126 становника. Насеље се налази на надморској висини од 465 м.